# Кудиново (село, сільське поселення село Кудиново)
Кудиново (рос. Кудиново) — село в Малоярославецькому районі Калузької області Російської Федерації.
Населення становить 3040 осіб. Входить до складу муніципального утворення Село Кудиново.

## Історія
Від 2004 року входить до складу муніципального утворення Село Кудиново.

## Населення
| 2002 | 2010  |
| ---- | ----- |
| 3419 | ↘3040 |